# Haplochromis sp. 'black cryptodon'
Haplochromis sp. nov. 'black cryptodon' là một loài cá thuộc họ Cichlidae. Nó là loài đặc hữu của Tanzania.